# Dichiarazione d'indipendenza del Texas

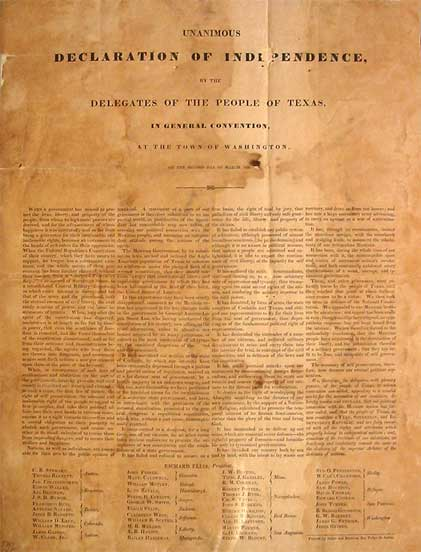
La Dichiarazione di Indipendenza

La Dichiarazione d'Indipendenza del Texas fu la formale dichiarazione di indipendenza della Repubblica del Texas dal Messico durante la rivoluzione del Texas. Fu adottata da un'assemblea costituente riunitasi a Washington-on-the-Brazos il 2 marzo 1836 e firmata solo il giorno successivo poiché erano stati trovati errori nel testo.